# Protestas por la muerte de George Floyd
Las protestas por la muerte de George Floyd fueron una serie de manifestaciones y disturbios contra la brutalidad policial que comenzaron en Mineápolis, Estados Unidos, el 26 de mayo de 2020. Los disturbios civiles y las protestas comenzaron como parte de las respuestas internacionales a la muerte de George Floyd, un hombre afroestadounidense de cuarenta y seis años que murió durante un arresto después de que Derek Chauvin, un oficial del Departamento de Policía de Mineápolis, se arrodillase sobre el cuello de Floyd durante casi ocho minutos mientras otros tres agentes observaban e impedían la intervención de los transeúntes. Chauvin y los otros tres agentes involucrados fueron luego arrestados, resultando finalmente condenado el primero de ellos por los distintos cargos de homicidio de que se le acusaba.
Las protestas locales comenzaron en el área metropolitana de Mineápolis-Saint Paul de Minnesota antes de extenderse rápidamente a todo el país ya más de dos mil ciudades y pueblos en más de sesenta países en apoyo del movimiento Black Lives Matter (BLM). Las encuestas del verano de 2020 estimaron que entre quince y veintiséis millones de personas habían participado en algún momento de las manifestaciones en Estados Unidos, lo que las convirtió en las más grandes en la historia de Estados Unidos.
Si bien la mayoría de las protestas han sido pacíficas, las manifestaciones en algunas ciudades se convirtieron en disturbios, saqueos y escaramuzas callejeras con la policía y contramanifestantes. Algunos policías respondieron a las protestas con casos de violencia policial, incluso contra periodistas. Al menos doscientas ciudades en los Estados Unidos habían impuesto toques de queda a principios de junio, mientras que más de treinta estados y Washington D. C. activaron a más de 96 000 miembros de la Guardia Nacional, Guardia Estatal, 82° Aerotransportado y 3° Regimiento de Infantería. El despliegue, cuando se combinó con activaciones ya existentes relacionadas con la pandemia de COVID-19 y otros desastres naturales, constituyó la mayor operación militar aparte de la guerra en la historia de Estados Unidos. A finales de junio, al menos 14 000 personas habían sido detenidas. Posteriormente se estimó que entre el 26 de mayo y el 22 de agosto, el 93 % de las protestas individuales fueron «pacíficas y no destructivas» y The Washington Post estimó que a fines de junio, el 96,3 % de las 7305 manifestaciones no implicaron heridos ni daños materiales. Sin embargo, el incendio provocado, el vandalismo y el saqueo entre el 26 de mayo y el 8 de junio se tabularon para haber causado de mil a dos mil millones de dólares en daños asegurados a nivel nacional, el daño más alto registrado por desorden civil en la historia de los Estados Unidos, «eclipsando el récord establecido en Los Ángeles en 1992 después de la absolución de los policías que brutalizaron a Rodney King».
Las protestas precipitaron un reconocimiento cultural de la injusticia racial en los Estados Unidos y han dado lugar a numerosas propuestas legislativas a nivel federal, estatal y municipal destinadas a combatir la mala conducta policial, el racismo sistémico, la inmunidad cualificada y la brutalidad policial en los Estados Unidos,¡ mientras que la administración Trump ha recibido críticas generalizadas por lo que los críticos llamaron su retórica de línea dura y su respuesta agresiva y militarizada. Las protestas llevaron a una ola de remociones de monumentos y cambios de nombre en todo el mundo. Las protestas ocurrieron durante la pandemia de COVID-19 global en curso y en medio de la temporada de elecciones presidenciales de Estados Unidos de 2020. Las protestas locales continuaron hasta 2020, principalmente en George Floyd Square, y hasta 2021.
Los funcionarios locales en Minneapolis-Saint Paul se prepararon para la posibilidad de disturbios continuos en 2021 con el juicio de los cuatro oficiales responsables de la muerte de Floyd programado para marzo.

## Antecedentes

### Brutalidad policial en Estados Unidos
Casos frecuentes de mala conducta policial y uso fatal de la fuerza por parte de agentes del orden en los Estados Unidos, particularmente contra afroamericanos, han llevado al movimiento de derechos civiles y otros activistas a protestar durante mucho tiempo contra la falta de responsabilidad policial en incidentes que involucran fuerza excesiva. Muchas protestas durante el movimiento de derechos civiles fueron una respuesta a la brutalidad policial, incluidos los disturbios de Watts de 1965 que resultaron en la muerte de 34 personas, en su mayoría afroamericanos. La mayor protesta posterior al movimiento de derechos civiles en el siglo XX fueron los disturbios de Los Ángeles de 1992, que se produjeron en respuesta a la absolución de agentes de policía responsables del uso excesivo de la fuerza contra Rodney King, un hombre afroestadounidense.
En 2014, el tiroteo de Michael Brown por la policía en Ferguson, Misuri resultó en protestas y disturbios locales, mientras que la muerte de Eric Garner en la ciudad de Nueva York resultó en numerosas protestas nacionales. Después de que Eric Garner y George Floyd dijeron repetidamente «No puedo respirar» durante sus arrestos, la frase se convirtió en un eslogan de protesta contra la brutalidad policial. En 2015, la muerte de Freddie Gray bajo custodia policial de Baltimore provocó disturbios en la ciudad y protestas en todo el país como parte del movimiento Black Lives Matter. Varios incidentes publicitados a nivel nacional ocurrieron en Minnesota, incluido el tiroteo de 2015 de Jamar Clark en Mineápolis; el tiroteo de Philando Castile en Falcon Heights en 2016; y el tiroteo de Justine Damond en 2017. En 2016, Tony Timpa fue asesinado por agentes de policía de Dallas de la misma manera que George Floyd. En marzo de 2020, el fatal tiroteo de Breonna Taylor por parte de la policía al ejecutar una orden de registro en su apartamento de Kentucky también fue ampliamente publicitado.

### Pandemia de COVID-19
Las medidas tomadas contra la pandemia de COVID-19, incluido el cierre de negocios no esenciales y la implementación de pedidos para quedarse en casa, tuvieron un impacto económico y social significativo en muchos estadounidenses, ya que millones habían perdido sus trabajos y se hicieron más vulnerables económicamente.

### Muerte de George Floyd

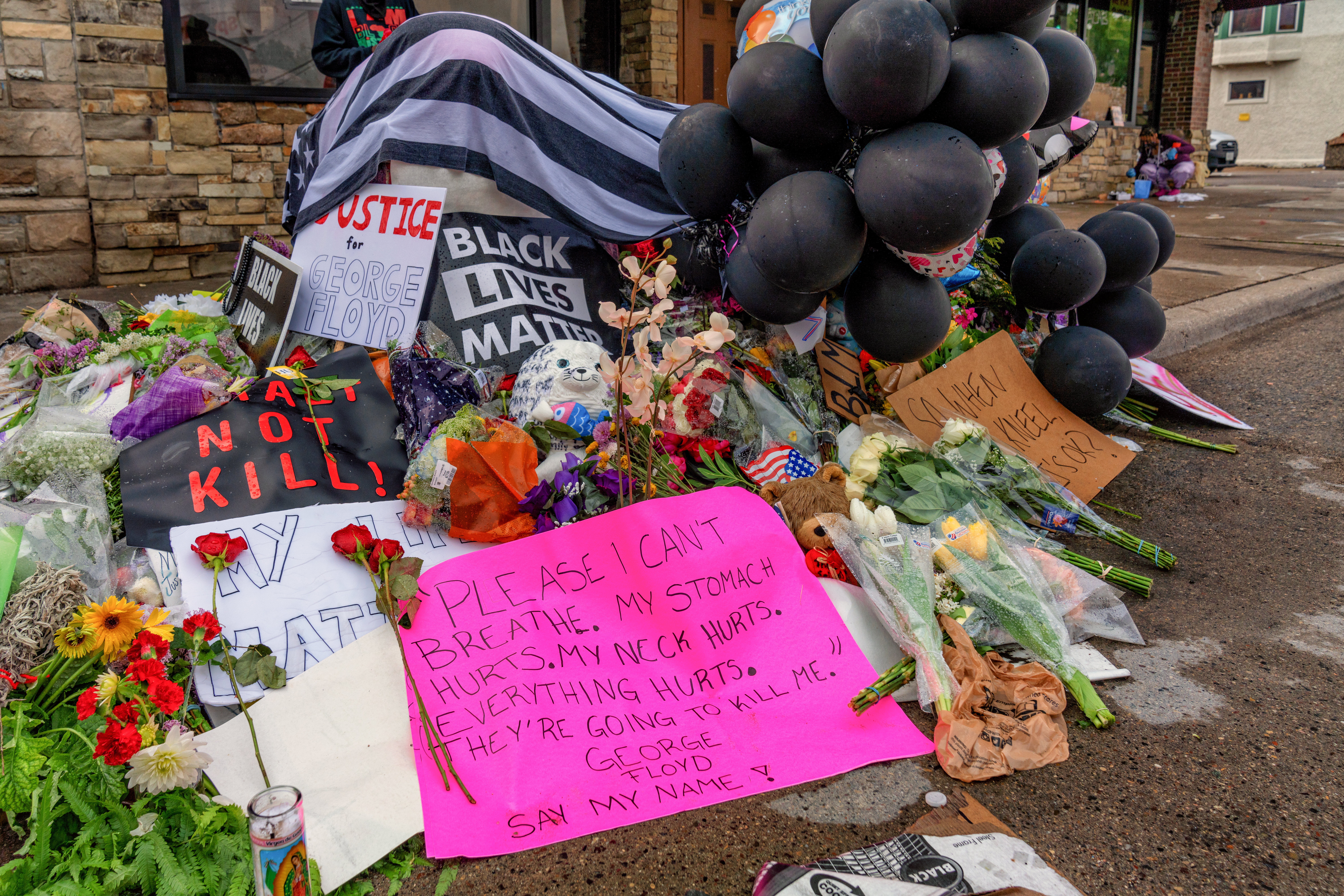
Monumento en el lugar de la muerte de Floyd

Según comunicado policial, el 25 de mayo de 2020, a las 20:08 horas. CDT, Oficiales del Departamento de Policía de Mineápolis (MPD) respondieron a una llamada al 9-1-1 sobre una «falsificación en curso» en Chicago Avenue South en Powderhorn, Mineápolis. Los oficiales del MPD Thomas K. Lane y J. Alexander Kueng llegaron con las cámaras corporales encendidas. Un empleado de la tienda les dijo a los oficiales que el hombre estaba en un automóvil cercano. Los agentes se acercaron al automóvil y ordenaron a George Floyd, un hombre afroamericano de 46 años, que según la policía «parecía estar bajo la influencia», que saliera del vehículo, momento en el que «se resistió físicamente». Según el MPD, los agentes «pudieron esposar al sospechoso y observaron que parecía estar sufriendo problemas médicos. Los agentes pidieron una ambulancia». Una vez que Floyd estuvo esposado, él y el oficial Lane caminaron hacia la acera. Floyd se sentó en el suelo siguiendo las instrucciones del oficial Lane. En una breve conversación, el oficial le preguntó a Floyd su nombre e identificación, explicando que lo arrestaban por pasar moneda falsa y le preguntó si estaba «en algo». Según el informe, los oficiales Kueng y Lane intentaron ayudar a Floyd a subir a su patrulla, pero a las 8:14 p. m., Floyd se puso rígido y cayó al suelo. Pronto, los oficiales del MPD Derek Chauvin y Tou Thao llegaron en un coche patrulla separado. Los oficiales hicieron varios intentos fallidos más para hacer que Floyd entrara en el coche patrulla.
Floyd, que todavía estaba esposado, cayó al suelo boca abajo. El oficial Kueng sujetó la espalda de Floyd y Lane sujetó sus piernas. Chauvin colocó su rodilla izquierda en el área de la cabeza y el cuello de Floyd. Una transmisión en vivo de Facebook Live grabada por un transeúnte mostró al oficial Derek Chauvin arrodillado sobre el cuello de Floyd. Floyd le dice repetidamente a Chauvin «Por favor» y «No puedo respirar», mientras que un transeúnte le dice al oficial de policía: «Lo derribaste. Déjalo respirar». Después de un tiempo, un transeúnte señala que Floyd sangraba por la nariz mientras otro transeúnte le dice a la policía que Floyd «ni siquiera se resiste al arresto en este momento», a lo que la policía les dice a los transeúntes que Floyd estaba «hablando, está bien». Un transeúnte responde diciendo que Floyd «no está bien». Luego, un transeúnte protesta que la policía estaba impidiendo que Floyd respirara, instándolos a «sacarlo del suelo... Podrías haberlo puesto en el automóvil a estas alturas. No se resiste al arresto ni a nada». Floyd luego se va silencioso e inmóvil. Chauvin no se quita la rodilla hasta que llega una ambulancia. Los servicios médicos de emergencia pusieron a Floyd en una camilla. Chauvin no solo se arrodilló sobre el cuello de Floyd durante unos siete minutos (incluidos cuatro minutos después de que Floyd dejó de moverse), sino que otro video mostró que dos oficiales adicionales también se habían arrodillado sobre Floyd mientras otro oficial observaba.

Aunque el informe policial indicó que se solicitaron servicios médicos antes de que Floyd fuera esposado, según el Mineápolis Star Tribune, los servicios médicos de emergencia llegaron al lugar seis minutos después de recibir la llamada. Los médicos no pudieron detectar el pulso y Floyd fue declarado muerto en el hospital. El 26 de mayo se realizó una autopsia de Floyd y, al día siguiente, se publicó el informe preliminar de la Oficina del Médico Forense del Condado de Hennepin, que no encontró «hallazgos físicos que respalden un diagnóstico de asfixia o estrangulamiento traumático». Las condiciones de salud subyacentes de Floyd incluían enfermedad de las arterias coronarias y enfermedad cardíaca hipertensiva. El informe inicial decía que «los efectos combinados de que el Sr. Floyd fuera restringido por la policía, sus condiciones de salud subyacentes y cualquier intoxicante potencial en su sistema probablemente contribuyeron a su muerte». El médico forense dijo además que Floyd estaba «drogado con fentanilo y que había consumido metanfetamina en el momento de su muerte».
El 1 de junio, una autopsia privada encargada por la familia de Floyd dictaminó que la muerte era un homicidio y encontró que Floyd había muerto debido a la asfixia por presión sostenida, lo que contradecía el informe de la autopsia original realizada a principios de esa semana. Poco después, la autopsia oficial declaró homicidio la muerte de Floyd. Las imágenes de video del oficial Derek Chauvin aplicando 8 minutos y 15 segundos de presión sostenida en el cuello de Floyd generaron atención mundial y plantearon preguntas sobre el uso de la fuerza por parte de la policía.
El 26 de mayo, Chauvin y los otros tres oficiales fueron despedidos. Fue acusado de homicidio en tercer grado y homicidio en segundo grado; el cargo anterior se cambió más tarde a homicidio en segundo grado.

## Vandalismo
En Estados Unidos los manifestantes derribaron las estatuas de los confederados Williams Carter Wickham y Jefferson Davis en Richmond (Virginia) y Albert Pike en Washington D. C.. En Richmond (Virginia), fue vandalizada con pintura roja una estatua dedicada a la policía. Manifestaes también quemaron una comisaria en la ciudad de minneapolis.
También sufrieron ataques las estatuas de Cristóbal Colón. Las de Saint Paul (Minesota), Richmond (Virginia) y Baltimore (Maryland) fueron derribadas, las de Boston (Massachusetts) y Waterbury (Connecticut) fueron decapitadas y las de Miami (Florida) y Houston (Texas) fueron vandalizadas con pintura roja. La estatua de Colón de San Francisco (California) fue vandalizada tres veces y, finalmente, fue retirada por las autoridades locales. En este contexto, las autoridades aprobaron retirar una estatua de Isabel la Católica y Colón del Capitolio de California.
También fue vandalizada con pintura roja la estatua de Juan Ponce de León de Miami. Además, se intentó derribar una estatua del conquistador Juan de Oñate en Albuquerque. Tras los disturbios contra la estatua, las autoridades la retiraron. El 19 de junio se derribó la estatua de San Junípero Serra del Parque Golden Gate San Francisco y al día siguiente se derribó otra estatua de esta persona en Los Ángeles. También fue vandalizado con pintura roja un monumento al escritor Miguel de Cervantes del Parque Golden Gate de San Francisco.
Varias estatuas de expresidentes estadounidenses también fueron vandalizadas. En Portland se tiraron estatuas de Thomas Jefferson y de George Washington. En Washington D. C. un grupo de manifestantes intentaron sin éxito echar abajo la estatua ecuestre del presidente Andrew Jackson situada cerca de la Casa Blanca. En Nueva York, el presidente Theodore Roosevelt fue retirado del Museo de Historia Natural de la ciudad. En San Francisco, también fue derribada la estatua del presidente y general de la unión durante la Guerra de Secesión, Ulysses S. Grant. También fueron vandalizadas con pintura roja dos estatuas de George Washington en Nueva York.
A finales de junio, Donald Trump avisó de penas de hasta diez años de cárcel para los vándalos. En su discurso del 4 de julio dijo: «jamás permitiremos que una turba enfurecida derribe nuestras estatuas, borre nuestra historia, adoctrine a nuestros hijos o pisotee nuestras libertades» y «juntos lucharemos por el sueño americano y lo defenderemos, para proteger y preservar el estilo de vida estadounidense, que comenzó en 1492 cuando Colón descubrió América».
En el Reino Unido derribaron la estatua de Edward Colston de Bristol y vandalizaron las estatuas de Winston Churchill de Londres y de la reina Victoria en Leeds. En este contexto, las autoridades retiraron la estatua de Robert Milligan de Londres.
En España fue vandalizada con pintura roja una estatua de San Junípero Serra en Palma de Mallorca. La pintada fue borrada por la Hermandad de la Santa Caridad del municipio.
En Italia fue vandalizada con pintura roja la estatua de Indro Montanelli en Milán.
El presidente de Francia dijo en un discurso a la nación que «la República no borrará ninguna huella ni ningún nombre de su historia; no olvidará sus obras ni retirará sus estatuas. Debemos mirar juntos con lucidez toda nuestra historia, nuestra memoria».

## Uso de redes sociales
Muchas personas han usado las redes sociales para documentar las protestas, difundir información, anunciar sitios de donación y publicar memoriales a George Floyd. La cantante Cardi B usó sus redes sociales para comentar sobre la brutalidad policial y el saqueo durante las protestas: «La brutalidad policial había estado ocurriendo incluso antes de que yo naciera, pero ha sido más visual desde las redes sociales ¿Cuántas protestas pacíficas hemos visto? ¿Cuántos hashtags de tendencia hemos visto? La gente está cansada. Ahora esto [el saqueo] es a lo que la gente tiene que recurrir».
El hashtag #WalkWithUs se utilizó para destacar a las personas encargadas de hacer cumplir la ley que se unieron a los manifestantes para protestar contra la brutalidad policial, como en Santa Cruz, California y Flint, Míchigan. Una remezcla de la canción de Childish Gambino «This is America» y la «Congratulations» de Post Malone fue utilizada en gran medida por los manifestantes que compartieron imágenes de protestas y acciones policiales en TikTok.
Otros usaron páginas personales de Twitter para publicar documentación en vídeo de las protestas para resaltar las acciones de la policía y los manifestantes, y los puntos de las protestas que sentían no serían reportados. Durante este tiempo, periodistas y manifestantes compartieron múltiples videos de saqueos, protestas y disturbios, y muchos videos se volvieron virales. Uno de ellos fue el metraje de un interior de la tienda Target destruido y lleno de humo, que según el cartel estaba en Minneapolis y destruido durante las protestas, a las 12 horas de haber sido publicado en Twitter, el vídeo había acumulado más de 2,5 millones de visitas.
Tras la muerte de Floyd el 25 de mayo de 2020, Kellen, de quince años, inició una petición en Change.org titulada «Justicia para George Floyd» exigiendo que los cuatro policías involucrados fueran acusados. La petición ha obtenido más de diez millones de firmas, por lo que es la petición más grande en la historia del sitio. Celebridades como Beyoncé han mostrado su apoyo al promover esta petición en Instagram.
El director Spike Lee publicó un cortometraje en sus redes sociales para apoyar las protestas y destacó las muertes de Floyd, Eric Garner y el personaje ficticio Radio Raheem en su película Do the Right Thing. El corto usa imágenes de las muertes de los tres hombres y comienza con la palabra; «¿La historia dejará de repetirse?».

## Ciberactivismo
El 31 de mayo de 2020, Anonymous muestra su apoyo por las protestas. Este grupo había sido mayormente reconocido hace más de 10 años cuando se comenzó a usar el término Hacktivismo, mayormente reconocido por sus acciones, basado en el hackeo masivo de sistemas informáticos federales o nacionales para mostrar al mundo información confidencial, tal como dice su lema, «La información es libre». Cuando esta organización hizo su reaparición las redes sociales explotaron, se convirtió tendencia en Twitter e Instagram y los medios periodísticos no podían parar de hablar de este tema. Una de sus acciones fue la de intervenir las radios policiales de distintos condados norteamericanos con la canción del grupo N.W.A. «Fuck tha Police». Presuntos voceros del grupo hacktivista realizaron acusaciones en Twitter sobre posibles redes de trata de personas en las que se acusan a modelos y multimillonarios como perpetradores, además de que en la muerte de Jeffrey Epstein hubo injerencia el presidente de Estados Unidos, Donald Trump.

## Desinformación

### Declaraciones oficiales
El gobernador de Minnesota, Tim Walz, especuló que había «un intento organizado de desestabilizar a la sociedad civil», y declaró inicialmente que hasta el 80 % de las personas posiblemente habían venido de fuera del estado y el alcalde de St. Paul, Melvin Carter., dijo que todos los arrestados en St. Paul el 29 de mayo eran de otro estado. Sin embargo, los registros de la cárcel mostraron que la mayoría de los arrestados estaban en el estado. En una conferencia de prensa más tarde el mismo día, Carter explicó que había «compartido ... los datos de arresto recibidos en [su] sesión informativa policial matutina que [él] luego aprendió a ser inexacta».
Numerosos relatos de testigos oculares y reporteros de noticias indicaron que se utilizó gas lacrimógeno para dispersar a los manifestantes en Lafayette Square. A pesar de esta evidencia, los funcionarios de la Policía de Parques de Estados Unidos. Dijeron que «los oficiales de USPP y otros socios de las fuerzas del orden que asistieron no usaron gases lacrimógenos u OC Skat Shells para cerrar el área en Lafayette Park». La campaña presidencial de Donald Trump exigió que los medios de noticias retractaran los informes sobre el uso de «gases lacrimógenos». El presidente Trump calificó los informes de «falsos» y dijo que «no utilizaron gases lacrimógenos».

### Comunicado de prensa
El 6 de junio, el New York Post informó que una fuente de la policía de Nueva York dijo que $2,4 millones de relojes Rolex habían sido saqueados durante las protestas de una tienda Soho Rolex. Sin embargo, la tienda en cuestión era en realidad una tienda de Relojes de Suiza que negaba que algo fuera robado. Rolex confirmó que «no se robaron relojes de ningún tipo, ya que no había ninguno en exhibición en la tienda».
En la noche del 31 de mayo, las luces exteriores en el lado norte de la Casa Blanca se oscurecieron cuando los manifestantes se manifestaban afuera. The Guardian informó erróneamente que «en tiempos normales, solo se apagan cuando muere un presidente». Una fotografía de 2015 de la Casa Blanca, editada para mostrar las luces apagadas, se compartió decenas de miles de veces en línea, incluso por Hillary Clinton. Si bien la fotografía no representaba el edificio en el momento de las protestas, el subsecretario de prensa de la Casa Blanca, Hogan Gidley, confirmó que las luces «se apagan aproximadamente a las 11 p.m. casi todas las noches».

### Teorías conspirativas
Las historias falsas sobre los «colectivos de Antifa» causaron pánico en los condados rurales de todo el país, a pesar de que no hay evidencia de que existan. The Associated Press ha catalogado al menos cinco condados rurales separados donde los locales han advertido sobre ataques inminentes, aunque ninguno de los rumores ha sido confirmado. Como resultado de los rumores, varias personas han sido hostigadas, incluyendo una familia multirracial en Forks, Washington. Cientos de miembros de milicias armadas autoproclamadas y grupos de extrema derecha se reunieron en el Parque Militar Nacional de Gettysburg en el Día de la Independencia en respuesta a un falso reclamo en línea de que los manifestantes antifa estaban planeando quemar la bandera de los Estados Unidos.
Algunos usuarios de las redes sociales afirmaron que un hombre filmado en video rompiendo las ventanas de una AutoZone en Minneapolis el 27 de mayo era un oficial encubierto de la policía de Saint Paul; El Departamento de Policía de Saint Paul negó estas afirmaciones a través de un comunicado en Twitter. Además, SPPD lanzó un montaje de videos de vigilancia en un esfuerzo por demostrar que el oficial acusado de romper las ventanas estaba en realidad a 14 km de distancia cuando ocurrió el incidente. Otros difundieron imágenes de daños de otras protestas o incidentes, atribuyendo falsamente el daño a las protestas de George Floyd.
Twitter suspendió cientos de cuentas asociadas con la difusión de un reclamo falso sobre un apagón de comunicaciones durante las protestas en Washington, D.C, o un reclamo de que las autoridades habían bloqueado la comunicación de los manifestantes en sus teléfonos inteligentes. Además, algunas cuentas compartieron una foto de un gran incendio que ardía cerca del Monumento a Washington, que en realidad era una imagen de un programa de televisión.

## Fallecidos
Hasta el 5 de julio de 2020, al menos 30 personas murieron durante las protestas, con 26 debido a heridas de bala:
- El 27 de mayo en Mineápolis, Minesota, Calvin Horton Jr. murió de un disparo mientras estaba frente a una tienda de empeño que estaba siendo saqueada.[126]
- El 29 de mayo en Detroit, Míchigan, un hombre falleció luego de que su vehículo fuese impactado por múltiples disparos mientras estaba cerca de una manifestación.[127]
- El 30 de mayo en Oakland, California, un oficial de seguridad del Departamento de Seguridad Nacional fue asesinado a tiros frente a un tribunal federal.[128]
- El 30 de mayo en San Luis, Misuri, un hombre murió después de quedar atrapado entre un camión de FedEx en la carretera interestatal 44.[cita requerida]
- El 30 de mayo en Indianápolis, Indiana, dos personas murieron durante la madrugada debido a «múltiples tiroteos» ocurridos mientras se manifestaban y otros tres resultaron heridos.[129]
- El 30 de mayo en Chicago, Illinois, un hombre murió de un disparo y su acompañante resultó herido luego de que ambos fueran agredidos por otra persona.[130]
- El 30 de mayo en Omaha, Nebraska, un manifestante fue asesinado de un disparo mientras estaba frente a un bar.[131]
- El 30 de mayo en Kettering, Ohio, Sarah Grossman, de 22 años, recién graduada de la Universidad Estatal de Ohio, murió en el hospital por problemas respiratorios agudos después de estar en un grupo rociado con gas lacrimógeno en una manifestación en Columbus, Ohio. Una autopsia está pendiente.[132]
- El 31 de mayo en Kansas City, Misuri, unos ladrones mataron a tiros a Marvin Francois, de 50 años, mientras recogía a uno de sus hijos de una protesta.[133]
- El 31 de mayo en Chicago, Illinois, John Tiggs, de 32 años, recibió un disparo mortal en el abdomen dentro de una tienda de Metro by T-Mobile mientras entraba al edificio para pagar su factura durante los saqueos en el lado sur de la ciudad.[134]
- El 31 de mayo en Riverside, Illinois, un hombre armado disparó fatalmente a Myqwon Blanchard, de 22 años, de Chicago, durante el saqueo del North Riverside Park Mall.[135]
- El 1 de junio en Louisville, Kentucky, un hombre fue asesinado durante un tiroteo contra la Policía de Louisville y la Guardia Nacional de Kentucky.[136]
- El 1 de junio en Davenport, Iowa, dos personas murieron y otras dos resultaron heridas, incluyendo a un oficial de policía, tras múltiples tiroteos.[137]
- El 1 de junio en Cicero, Illinois, dos personas fueron asesinadas a tiros tras una tarde de disturbios. Los disparos fueron disparados por agitadores externos.[138]
- El 2 de junio en St. Louis, Misuri, el capitán de policía retirado de 77 años David Dorn fue asesinado a tiros por saqueadores en una casa de empeño. El tiroteo se transmitió en vivo por Facebook.[139]
- El 1 de junio en Las Vegas, Nevada, la policía disparó y mató a Jorge Gómez, que caminaba entre los asistentes a una manifestación cuando esta casi finalizaba.[140]
- El 2 de junio en Filadelfia, Pensilvania, el propietario de la tienda de armas, Firing Line Inc., disparó fatalmente a un saqueador mientras intentaba entrar a la tienda en la sección sur de la ciudad.[141]
- El 2 de junio en Filadelfia, Pensilvania, un saqueador de 24 años murió en la explosión de un cajero automático tras ser disparado por la policía cuando intentaba escapar con el dinero que tomó.[142]
- El 2 de junio en Vallejo, California, Sean Monterrosa, un hombre de 22 años, fue asesinado a tiros por la policía mientras estaba de rodillas con las manos en alto. Cuando Moterrosa levantó sus manos, se reveló un martillo de 15 pulgadas metido en su bolsillo, que se confundió con una pistola. Un policía disparó contra Moterrosa cinco veces.[143]
- El 3 de junio en Bakersfield, California, Robert Forbes, un hombre de 50 años fue asesinado después de ser atropellado por un vehículo mientras marchaba entre California Avenue y Oak Street. El incidente fue captado en video y distribuido ampliamente en las redes sociales. Forbes fue transportado al Centro Médico Kern, donde permaneció en estado crítico durante tres días antes de morir. La policía negó que Forbes haya sido golpeado intencionalmente, mientras que otros disputan esta afirmación. La policía no contuvo al conductor con esposas y le permitió fumar un cigarrillo, lo que causó indignación en las redes sociales. El 6 de junio se celebró una vigilia a la luz de las velas en Forbes.[144]
- El 6 de junio en Oakland, California, Erik Salgado, de 23 años, fue asesinado a tiros por agentes de la Patrulla de Carreteras de California durante una persecución de vehículos. La novia de Salgado, una pasajera en el vehículo, resultó herida. Los investigadores creían que el Dodge Challenger de Salgado era uno de los 72 autos que fueron robados recientemente de un concesionario Dodge en San Leandro, California, en un saqueo.[145]
- El 12 de junio en Atlanta, Georgia, un agente de policía le dispara a un hombre negro en un restaurante de comida rápida durante un altercado. Más tarde El GBI identificó al sujeto como Rayshard Brooks de 27 años,un hombre afroestadounidense.[146]
- El 20 de junio, un hombre de 19 años fue asesinado y otra persona fue hospitalizada con heridas potencialmente mortales después de un tiroteo durante la noche dentro de la Zona Autónoma de Capitol Hill, Seattle. La policía declaró que se les negó la entrada al área para prestar ayuda; en cambio, los médicos de la protesta organizada de Capitol Hill llevaron a las dos víctimas al Harborview Medical Center.[147]
- El 27 de junio, un tiroteo ocurrido en Jefferson Square Park en el centro de Louisville, Kentucky, durante una protesta. Un fotógrafo de 27 años que apoyó las protestas contra el racismo y la brutalidad policial fue asesinado. Otra persona resultó herida. Se prohibió acampar durante la noche en el parque después del tiroteo, y la policía retiró las carpas del parque. Un sospechoso fue arrestado, entrevistado por detectives de homicidios y acusado de asesinato y de poner en peligro sin sentido. El sospechoso fue hospitalizado ya que fue herido por disparos de civiles que se defendieron.[148]
- El 29 de junio en Seattle un joven de 16 años fue asesinado y otro de 14 años resultó gravemente herido en su Jeep Grand Cherokee después de recibir un disparo en la protesta organizada del Capitolio (CHOP) por las fuerzas de seguridad de la protesta.[149]
- El 4 de julio en Seattle, Summer Taylor, de 24 años, murió después de ser atropellada por un vehículo mientras protestaba en la Interestatal 5. Una segunda persona que también fue golpeada estaba en estado crítico. Un sospechoso fue detenido unas horas después del incidente.[150]
- En Atlanta, Secoriea Turner de 8 años, fue asesinada a tiros por un sospechoso aún desconocido cuando el conductor de un SUV (en el que era pasajera) intentó pasar lo que la policía dice que fue un «obstáculo improvisado tripulado por varios individuos armados» cerca del sitio donde Rayshard Brooks fue asesinado en junio. Julian Conley, de 19 años, uno de los hombres que habían estado en la escena, se entregó a la policía después de que su foto fuera revelada como persona de interés. Conley dijo que estaba armado pero que no usó su arma cuando vio que el SUV golpeó a uno de los hombres en el obstáculo, quien luego disparó contra el vehículo.[151]
- El 5 de julio en Indianápolis, Jessica Doty Whitaker, de 24 años, fue asesinada después de que ella y su prometido discutieron con un grupo de cinco personas sobre el movimiento Black Lives Matter. Whitaker respondió a los cánticos de 'Las vidas negras importan' diciendo 'todas las vidas importan', y su prometido aparentemente desescaló la situación bajando su arma y convenciendo al hombre armado del otro grupo para que guardara su arma. Sin embargo, cuando los dos grupos se separaron, Whitaker fue alcanzado por disparos y luego murió en el hospital.[152]
- El 25 de julio en Austin, Garrett Foster fue asesinado en un tiroteo dentro de una protesta de Black Lives Matter en el centro de Austin. El incidente ocurrió alrededor de las 9:52 p. m. cerca de East Sixth Street y Congress Avenue, según el EMS del condado de Austin-Travis. En una actualización, la policía dijo que los informes iniciales indican que Foster llevaba un rifle estilo AK-47 cuando se acercó al vehículo del sospechoso.[153] Los testigos afirman que Foster había apuntado con el rifle al vehículo. El sospechoso sacó su arma de fuego y le disparó a Foster.[154] Luego fue llevado al hospital donde fue declarado muerto. El sospechoso fue detenido en breve y está cooperando con las autoridades. La policía de Austin no ha publicado mucha información sobre el caso, ya que es demasiado temprano en la investigación. La madre de Foster, Shelia, apareció en Good Morning America a la mañana siguiente y dijo que su hijo estaba empujando la silla de ruedas de su prometida momentos antes de que lo mataran.[155]
- El 23 de agosto de 2020, Jacob S. Blake, un hombre de 29 años, recibió un disparo después de que abrió la puerta de su SUV y se inclinó hacia el vehículo. La policía estaba intentando arrestar a Blake durante una disputa doméstica, durante la cual Blake fue aturdido y baleado por los oficiales. Le dispararon después de que abrió la puerta del asiento del conductor de la SUV mientras se inclinaba hacia el vehículo. Durante el encuentro, los tres hijos de Blake estaban en el asiento trasero de la camioneta.[156][157][158]

## Reacciones

### Políticas

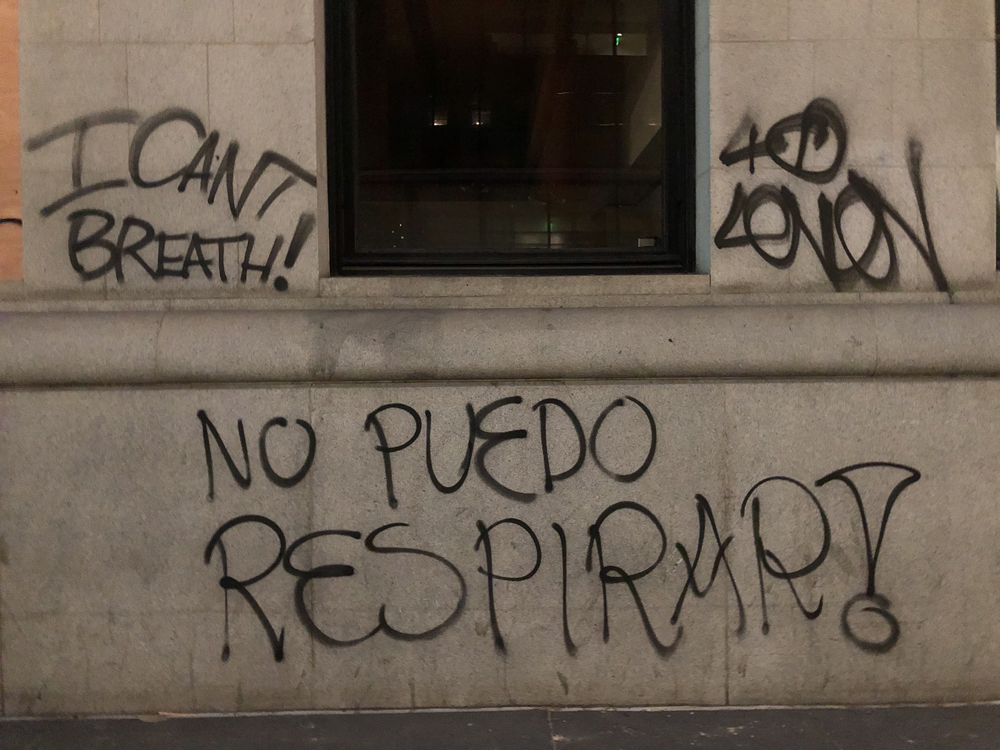
Grafiti con la frase en español: No puedo respirar! de George Floyd en Oakland (California); la mencionada frase se volvió un símbolo contra la brutalidad policial y el racismo, y más adelante contra la propia administración del presidente Donald Trump.

El 27 de mayo de 2020, el presidente Donald Trump tuiteó «A petición mía, el F.B.I. y el Departamento de Justicia ya están investigando la muerte muy triste y trágica en Minnesota de George Floyd ...». El 29 de mayo, el presidente Trump respondió a los disturbios amenazando con que «el muy débil alcalde de la izquierda radical, Jacob Frey actúe y ponga a la ciudad bajo control» o enviará a la Guardia Nacional, agregando que «cualquier dificultad y nosotros asumirá el control pero, cuando comience el saqueo, comenzará el tiroteo». El tuit fue interpretado como una cita del exjefe de policía de Miami Walter Headley, quien dijo «cuando comience el saqueo, el tiroteo comienza» en diciembre de 1967, cuando Miami vio tensiones crecientes y protestas raciales dirigidas a la Convención Nacional Republicana de 1968.
El uso de Trump de la cita fue visto por Twitter como una incitación a la violencia; Twitter colocó el tuit detrás de un aviso de interés público por violar sus términos de servicio en lo que respecta a la incitación a la violencia.
Al día siguiente, Trump comentó su tuit original, diciendo: «El saqueo lleva a disparar, y es por eso que un hombre fue asesinado a tiros en Minneapolis el miércoles por la noche, o mira lo que acaba de suceder en Louisville con 7 personas baleadas. No lo hago». No quiero que esto suceda, y eso es lo que significa la expresión presentada anoche.
En una serie de tuits del 31 de mayo, Trump culpó a la prensa por las protestas y dijo que los periodistas son «personas verdaderamente malas con una agenda enferma». También dijo que los gobernadores han sido «débiles» y deberían usar sus unidades de la Guardia Nacional para «dominar las calles». Agregó que estaba «enviando miles y miles de soldados fuertemente armados, personal militar y agentes de la ley» para hacer frente a los disturbios en Washington D. C. De igual forma culpó de los disturbios a la extrema izquierda, que personificó en el movimiento ANTIFA, una organización a la que, ha anunciado, designará como grupo terrorista.
El 30 de mayo, el gobernador de Nueva York, Andrew Cuomo, declaró que los disturbios han expuesto la «desigualdad y discriminación en el sistema de justicia penal» y que «cuando tienes un episodio, dos episodios tal vez puedas verlos como episodios individuales. Pero cuando tiene 10 episodios, 15 episodios, está ciego o en negación si todavía trata a cada uno como una situación única». La alcaldesa de Atlanta, Keisha Lance Bottoms, pidió a los manifestantes que expresen su enojo por medios «no violentos». Ella denunció las protestas como ilegítimas y las acusó de dañar a Atlanta en lugar de ayudar. El gobernador de Iowa, Kim Reynolds, y el alcalde de Des Moines, Frank Cownie, simpatizaron con la ira de los manifestantes y pidieron a los ciudadanos que detengan la violencia y tengan un «diálogo respetuoso y pacífico».
La exasesora de seguridad nacional Susan Rice sugirió en una entrevista en CNN que Rusia estaba detrás de las violentas protestas.

### Autoridades
El Departamento de Salud de Minnesota expresó su preocupación de que las protestas puedan exacerbar la pandemia de COVID-19 en curso. El alcalde de Filadelfia, Jim Kenney, solicitó que los ciudadanos protesten de acuerdo con las pautas de distanciamiento social. El gobernador de Minnesota, Tim Waltz, expresó su preocupación por un aumento en los casos de COVID-19.
El cirujano general Jerome Adams dijo, en relación con las protestas, que Estados Unidos «debe reconocer y abordar el impacto del racismo en la salud».

### Apoyo en la industria del entretenimiento
La industria del entretenimiento parece apoyar en general a los manifestantes, exhibida por varias figuras prominentes que apoyan las protestas y las causas adyacentes de Black Lives Matter. Muchas figuras, incluidas Kendrick Sampson, Halsey, Ariana Grande y John Cusack, han participado en las protestas. Gran parte de la industria de la música pidió un blackout el 2 de junio.
Las cadenas de televisión propiedad de ViacomCBS,  incluidas BET, CBS Sports Network, CMT, Comedy Central, Logo TV, MTV, Nickelodeon, Paramount Network, Smithsonian Channel, TV Land y VH1 suspendieron la programación regular durante 8 minutos y 46 segundos el 1 de junio a las 5pm como homenaje a Floyd. Las redes transmitieron un video con el subtítulo «No puedo respirar» acompañado de sonidos de respiración, mientras que Nickelodeon transmitió un video desplazable separado que contiene lenguaje de la Declaración de los Derechos de los Niños, que la red creó por primera vez el 7 de junio de 1990.
La mítica película Lo que el viento se llevó, protagonizada por Vivien Leigh y Clark Gable, fue retirada temporalmente de la plataforma HBO Max, por incitar al racismo.

### Internacionales
- Canadá: El primer ministro canadiense, Justin Trudeau, pidió a Canadá que «se una en solidaridad» contra la discriminación racial. Dijo que los canadienses observan la violencia policial en los Estados Unidos en «conmoción y horror».[177]
- China: La Embajada de la República Popular de China en los Estados Unidos emitió una alerta a los ciudadanos chinos en los Estados Unidos, diciendo «para monitorear de cerca la situación de seguridad local, mantenerse alerta a los avisos policiales sobre manifestaciones, protestas y posibles disturbios y evitar viajar a áreas peligrosas» y que «los ciudadanos chinos que operan tiendas y comercios deben permanecer vigilantes e intensificar las medidas de seguridad».[178]
- España: En las principales capitales españolas se realizaron varias protestas con el apoyo de La Comunidad Negra Africana y Afrodescendiente (CNAAE) y la Asociación Pro Derechos Humanos contra el abuso policial y el racismo en Estados Unidos.[179]
- Irán: el vocero de Ministerio de Relaciones Exteriores, Abas Musavi, pidió al país norteamericano «frenar la violencia» y puntualmente a los oficiales de policía de dicho país que «frenen la violencia contra su propio pueblo y déjenlo respirar».[180] A su vez Javad Zarif, ministro de Relaciones Exteriores, publicó en Twitter mensajes acusando a Estados Unidos de racista, modificando un comunicado estadounidense respecto a las Protestas en Irán de 2019-2020.[181] Esto último provocó la respuesta de Mike Pompeo, secretario de Estado de los Estados Unidos, diciendo que Irán «cuelga homosexuales, lapidan mujeres y exterminan judíos».[182][183]
- Organización de las Naciones Unidas: La jefa de derechos humanos de la ONU, Michelle Bachelet, condenó la muerte a manos de la policía e instó a las autoridades estadounidenses a tomar  «medidas serias» para detener los asesinatos de minorías desarmadas.[184]
- Rusia: El Ministerio de Relaciones Exteriores de Rusia condenó la violencia policial y el arresto de periodistas en medio de las protestas, señalando que «este incidente no es el primero en la serie de incidentes que exponen la ilegalidad y la violencia injustificada por parte de «guardianes de la ley y el orden» en los Estados Unidos».[185]
- Venezuela: El canciller Jorge Arreaza condenó el «lenguaje prejuicioso» utilizado por Donald Trump para describir a los manifestantes.[186]
- Amnistía Internacional: la organización emitió un comunicado de prensa en el que llamaba a la policía de Estados Unidos a poner fin a las respuestas militarizadas excesivas a las protestas.[187]
- Human Rights Watch: José Miguel Vivanco, director de la organización en América, comparó las protestas raciales en los Estados Unidos con las protestas en Chile de 2019-2020 por la «brutalidad policial y el esfuerzo de los Gobiernos por estigmatizar estos movimientos».[188]

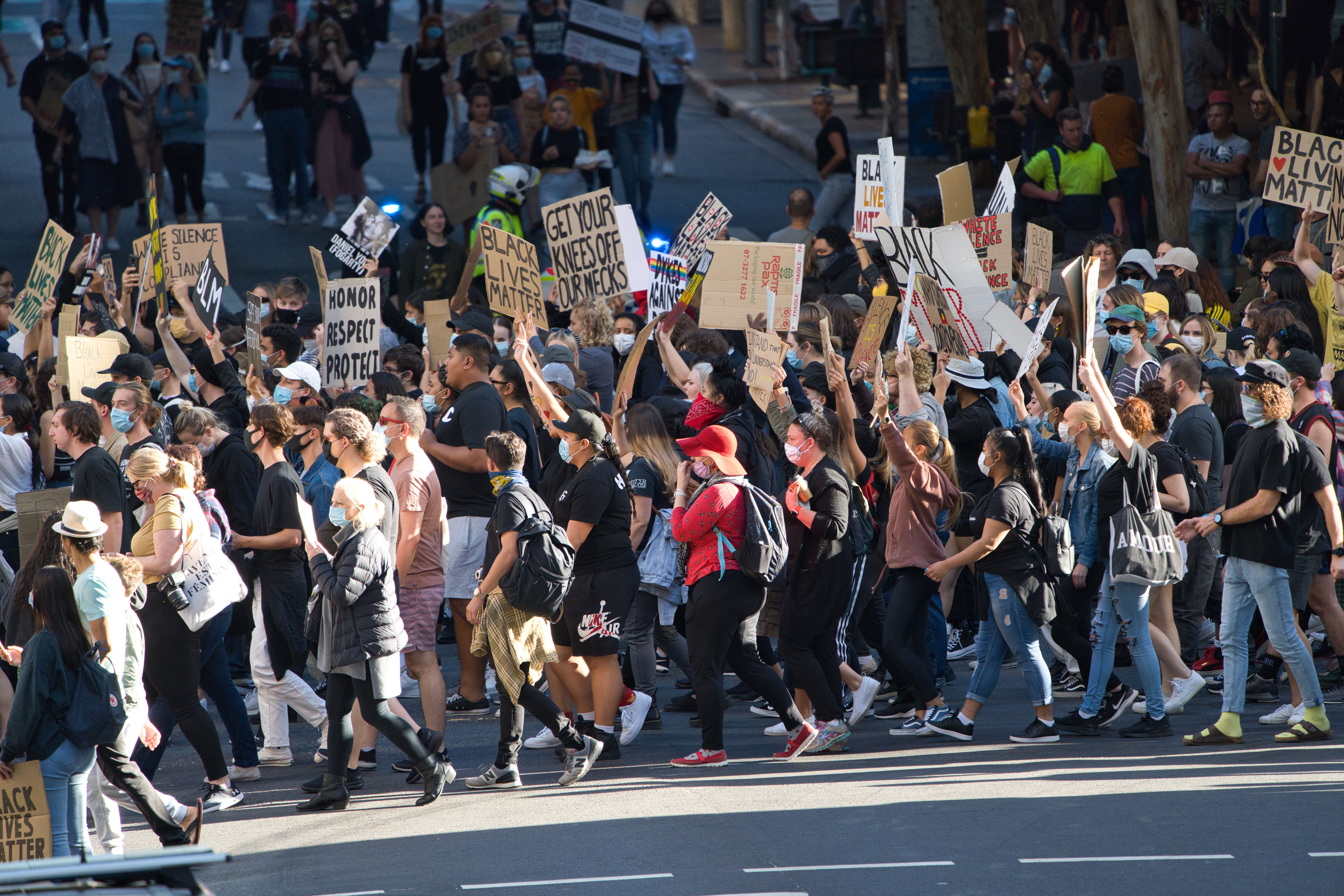
Brisbane, Australia
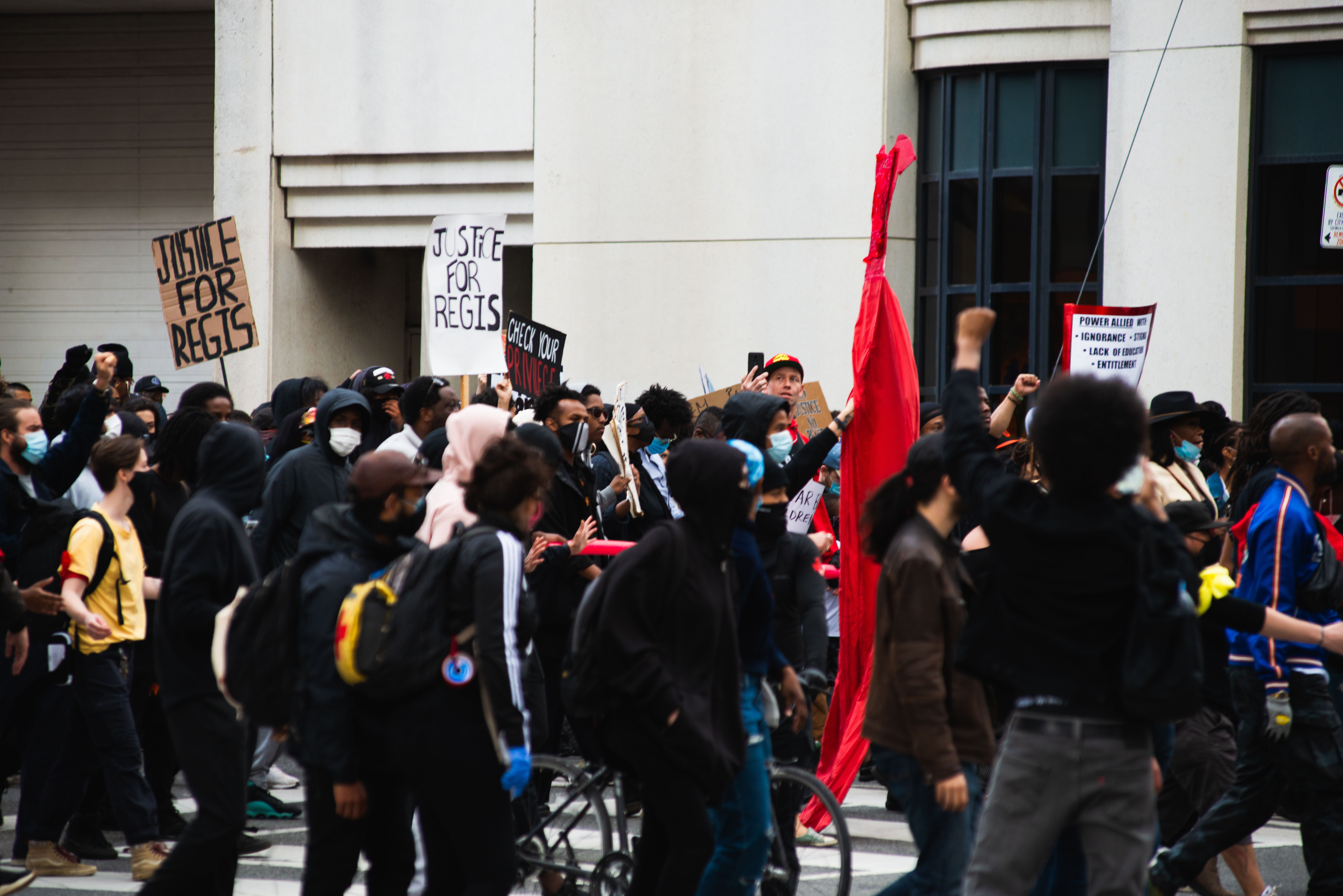
Toronto, Canadá
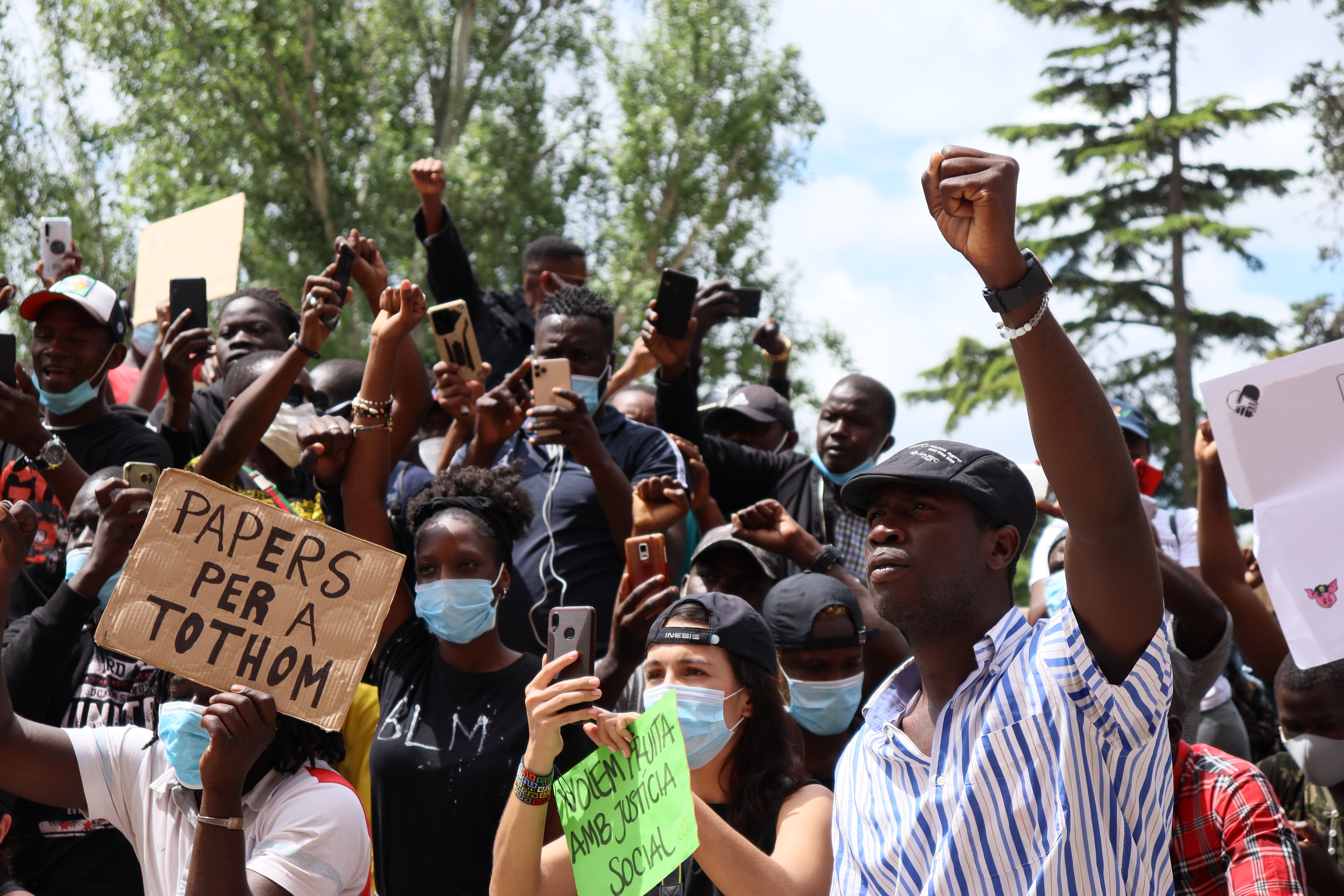
Lérida, España
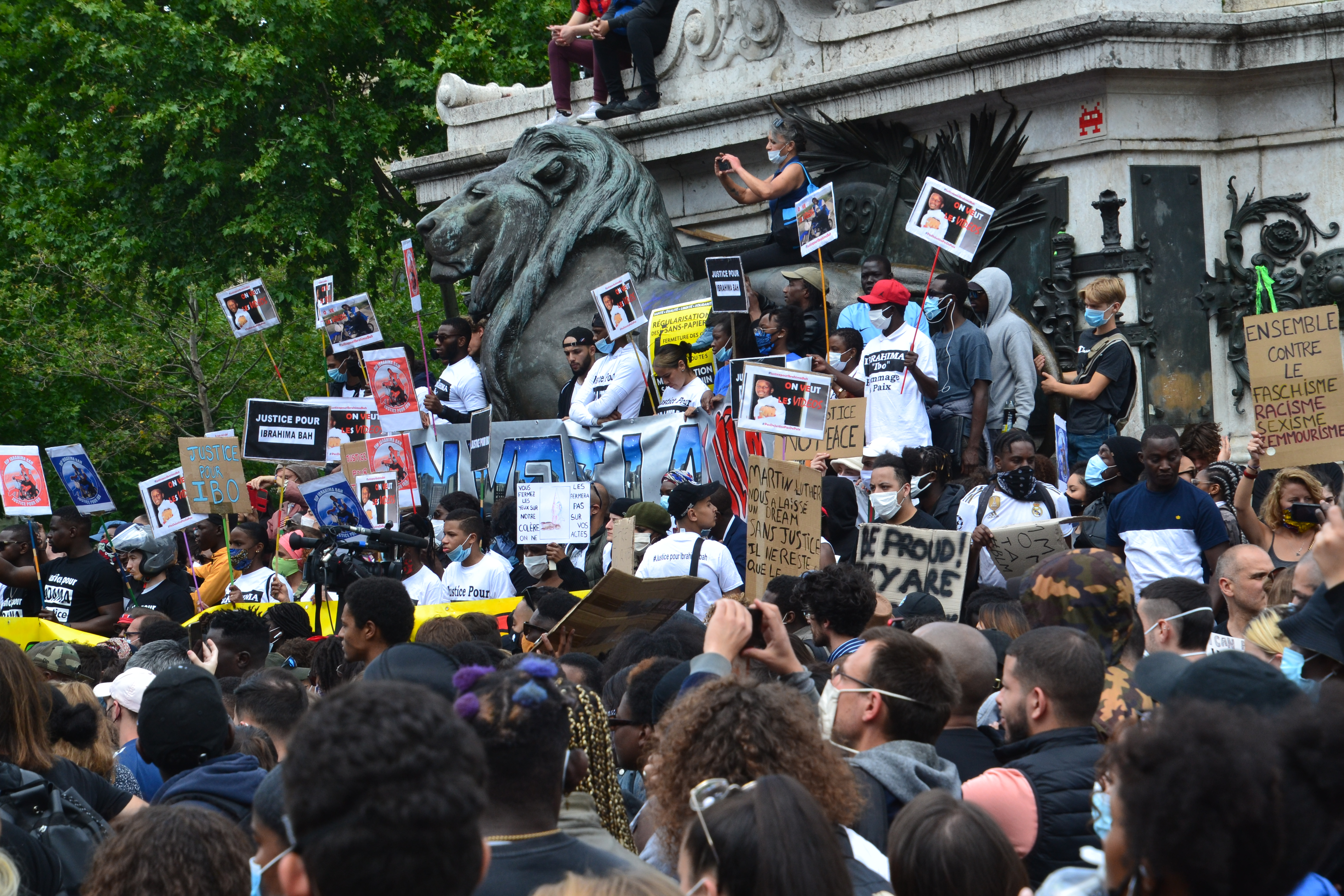
París, Francia
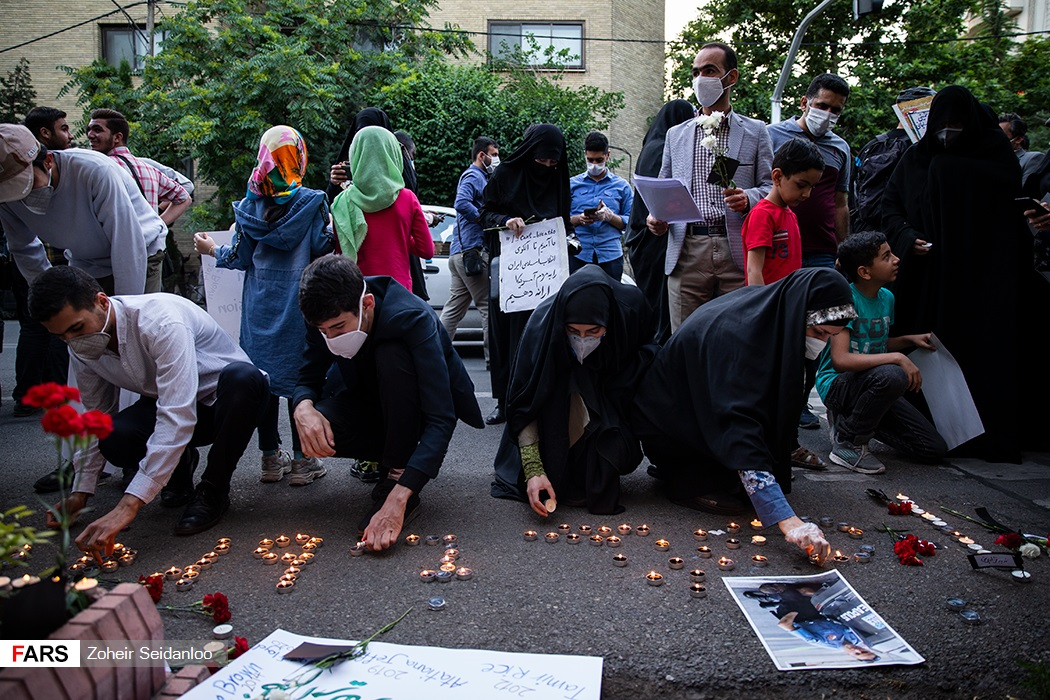
Irán
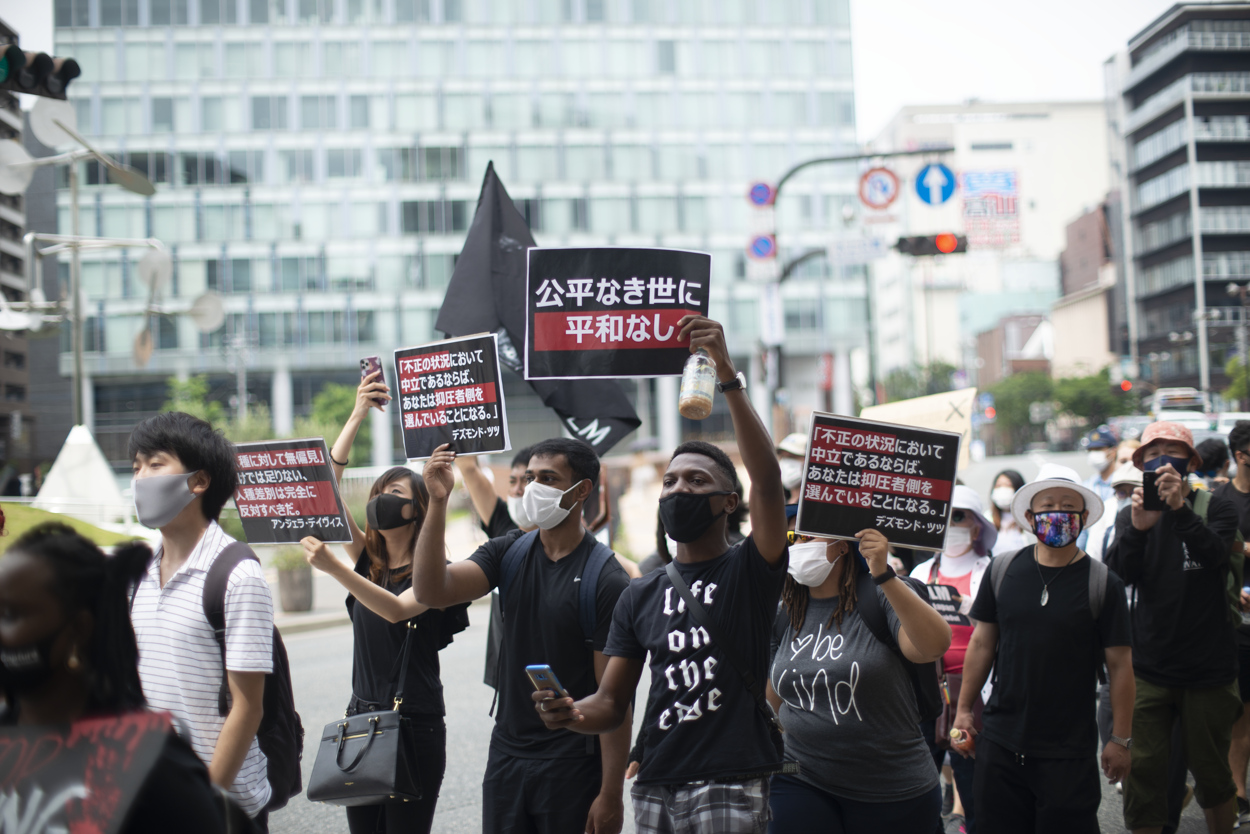
Fukuoka, Japón
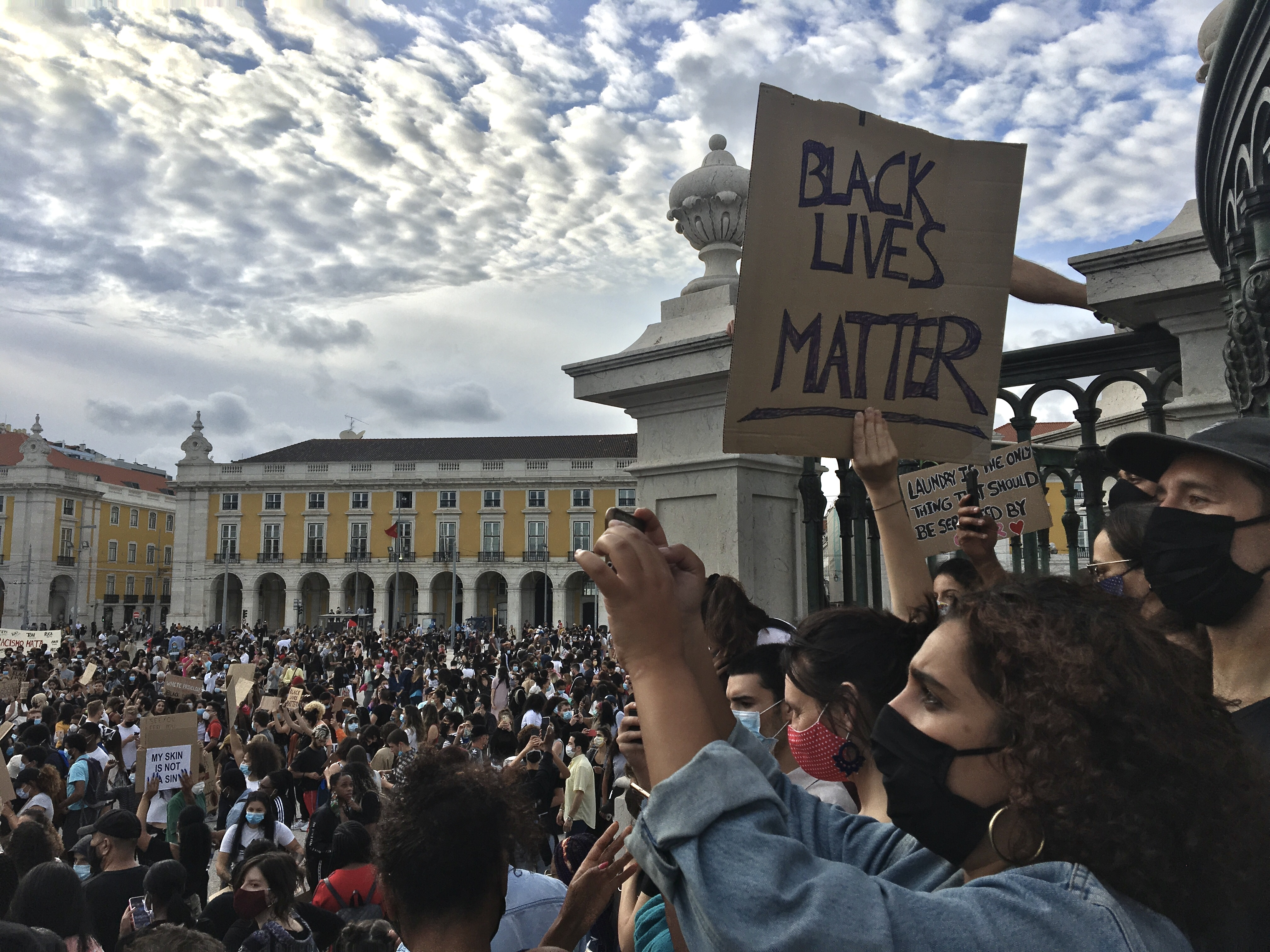
Lisboa, Portugal
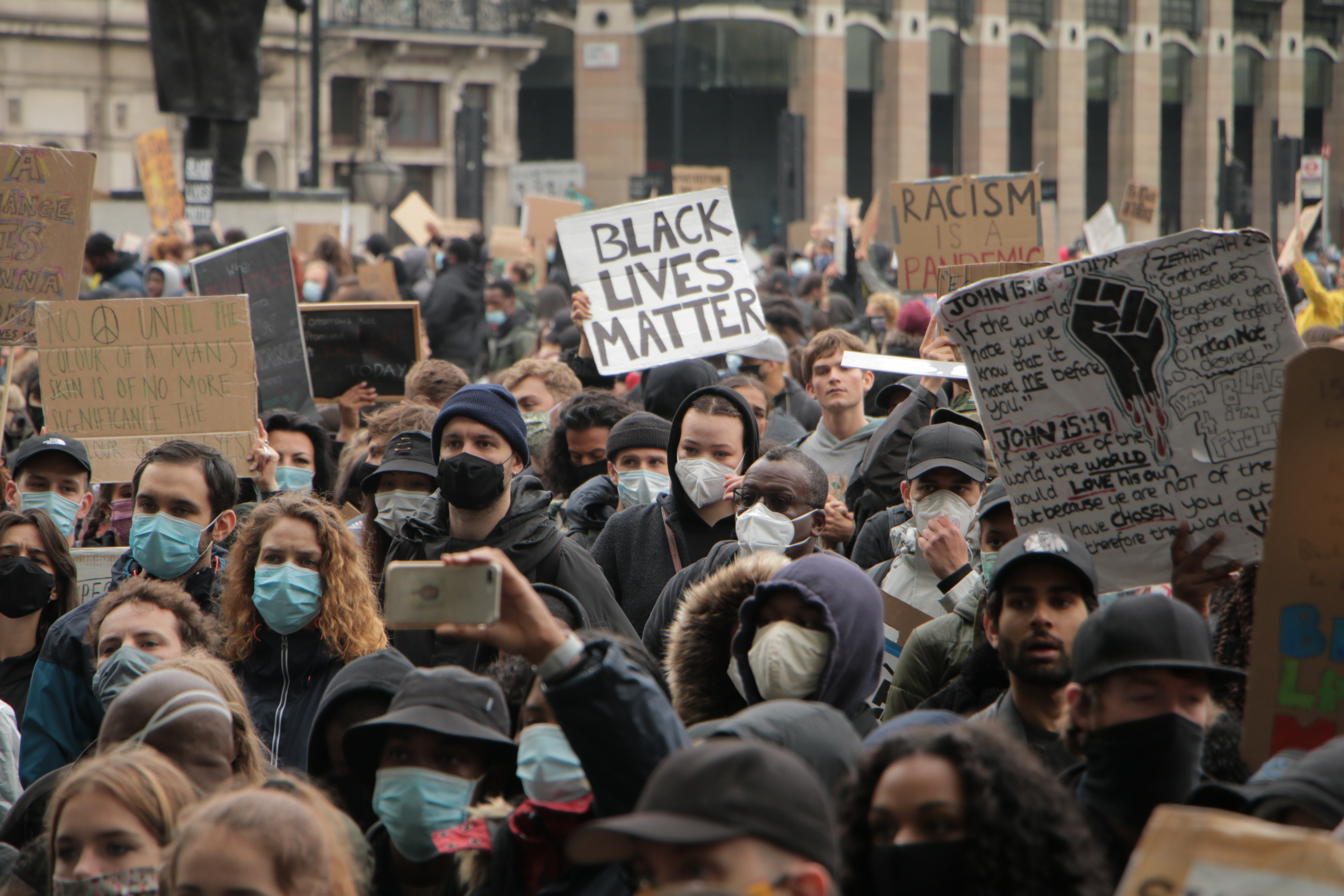
Londres, Reino Unido